# IHC Neuss
Die IHC Neuss  war eine Tochtergesellschaft des Landmaschinenherstellers International Harvester, deren Werk sich auf dem Gelände des Neusser Stadthafens befand. Sie zählte zu den wichtigsten Arbeitgebern in Neuss.

## Geschichte
Am 31. Dezember 1908 wurde das Unternehmen gegründet und ein Grundstück im Hafengebiet erworben. Zunächst vertrieb es noch in den Vereinigten Staaten hergestellte Geräte, bis im Laufe des Jahres 1911 mit der eigenen Fertigung von landwirtschaftlichen Maschinen begonnen wurde. Ab 1927 wurde die Hauptverwaltung des Mutterkonzerns von Neuss nach Berlin verlegt, bevor sie nach Kriegsende wieder zurück nach Neuss kehrte. 
Im Jahre 1937 wurde im Werk zusätzlich mit der Fertigung von Traktoren begonnen. Während der 1950er Jahre zählte es bis zu 5000 Mitarbeiter. 1965 wurden die IH-Werke in Deutschland, England und Frankreich zu einem Fertigungsverbund zusammengeschlossen. Mit der Übernahme der Landmaschinensparte des Mutterkonzerns 1985 durch Tenneco gehörte das deutsche Werk in Neuss zur Case Corporation, International Harvester firmierte seit 1986 als Navistar und wurde zwischen 2016 und 2021 sukzessiv von der Volkswagen-Tochtergesellschaft Traton übernommen. 
1997 wurde das Werk in Neuss geschlossen und abgerissen. Bis 2012 befand sich dort eine Industriebrache. 2013 wurde auf dem Gelände ein Werk des Automobilzulieferers Pierburg gebaut.